# Mōri Motonari
Mōri Motonari est un nom japonais traditionnel ; le nom de famille (ou le nom d'école), Mōri, précède donc le prénom (ou le nom d'artiste).
Mōri Motonari (毛利元就, né le 16 avril 1497 et décédé le 6 juillet 1571), est un important daimyo de l'ouest de la région du Chūgoku (Japon) de l'époque Sengoku (XVIe siècle) de l'histoire du Japon.

## Jeunesse
Mōri Motonari naît sous le nom de « Shōjumaru » dans un petit domaine de la province d'Aki en 1497. Il passe pour être né au château de Suzuo, domaine familial de sa mère. Son père, Mōri Hiromoto, prend sa retraite de la tête du clan en 1500 et s'installe au château de Tajihi-Sarugake en compagnie de son fils Shōjumaru. En tant que titulaire de chef du clan, son fils aîné Mōri Okimoto succède à son père Hiromoto.
En 1506, Hiromoto meurt d'un abus d'alcool. Shōjumaru reste à Sarugake mais un autre membre de la famille Inoue, Motomori, s'empare agressivement de ses terres.
En 1511, Shōjumaru devient officiellement adulte, ou genpuku, et renommé « Motonari ».

## À la tête du clan
Okimoto décède en 1516. Kōmatsumaru, le fils d'Okimoto, lui succède à la tête du clan et Motonari devient son régisseur. Kōmatsumaru meurt huit ans plus tard, en 1523, et Motonari lui succède.

## Expansion de territoires
Pris en tenaille entre les puissants clans Amago et Ōuchi, Motonari conduit le clan en équilibrant soigneusement action et diplomatie. Finalement, Motonari réussit à vaincre les deux clans ennemis et contrôle l'ensemble de la région de Chūgoku. Dans ses dernières années, il écrase le clan Ōtomo de la province de Bungo.
Il a trois fils, Mōri Takamoto, Kikkawa Motoharu et Kobayakawa Takakage, qu'il encourage à travailler ensemble pour le bénéfice du clan Mōri. Une fois, il aurait remis à chacun de ses fils une flèche et leur aurait demandé de la briser. Après que chacun a cassé sa flèche, Motonari donne trois flèches et demande à ses fils de les casser toutes les trois à la fois. Quand ils s'avèrent incapables de le faire (selon une légende encore enseignée aujourd'hui), Motonari explique qu'une flèche peut être rompue facilement mais que trois flèches maintenues ensemble ne le peuvent pas. On ne sait avec certitude si cela s'est réellement passé ou s'il s'agit d'une légende apocryphe.
Son fils ainé, Mōri Takamoto, tandis qu'il est en route pour attaquer le clan Amago, meurt d'une maladie soudaine, bien qu'un assassinat par empoisonnement soit suspecté. Attristé et irrité par sa mort, Motonari ordonne que tous les responsables soient punis.

## Famille
- Père : Mōri Hiromoto (d.1506)
- Frère : Mōri Okimoto (1492-1516)
- Épouse : Myōkyū, Nomi no Ōkata (concubine)
- Fils :
  - Mōri Takamoto (1523-1563)
  - Kikkawa Motoharu (1530-1586)
  - Kobayakawa Takakage (1533-1597)
  - Mōri Motokiyo (1551-1597)
  - Kobayakawa Hidekane (1566-1601)

En tout, Motonari a neuf fils et deux filles ; quatre enfants (y compris Takamoto, Motoharu, et Takakage) par sa femme, trois par une consort du clan Nomi, et quatre par une consort du clan Miyoshi.